# Юкон-Флэтс (национальный резерват дикой природы)
Юкон-Флэтс (англ. Yukon Flats National Wildlife Refuge) — национальный резерват дикой природы в зоне переписи населения Юкон-Коюкук, штат Аляска, США.
Включает в себя обширные водно-болотные угодья, расположенные при впадении в реку Юкон притоков Поркьюпайн и Шандалар. Резерват был образован 2 декабря 1980 года. Это третий крупнейший национальный резерват США, хотя его площадь (34 942,6 км²) примерно в два раза меньше, чем площадь двух крупнейших резерватов — Арктического и Дельты Юкона. Администрация резервата располагается в Фэрбанксе.
На территории национального резервата насчитывается около 150 видов птиц и 18 видов рыб. Широко распространены аляскинский лось, гризли, ондатра, канадская выдра, росомаха, баран Далла, канадский бобр, лисица, канадская рысь и др.